# Nun je da' retta Roma
Nun je da' retta Roma è un brano musicale composto da Armando Trovajoli, con testi di Luigi Magni, scritta per la colonna sonora del film La Tosca di Luigi Magni ed eseguita da Gigi Proietti. Fu incisa nel 45 giri Nun je da' retta Roma/Mi madre è morta tisica, successivamente, nel 1982, fu inclusa nella raccolta Attore, amore mio.

## Testo e significato
La canzone nel film è interpretata da Gigi Proietti nei panni di Mario Cavaradossi che è rinchiuso a Castel Sant'Angelo in attesa di essere giustiziato, per aver dato rifugio al giacobino Angelotti. Quest'ultimo, pur di non cadere nelle mani della polizia pontificia, si era suicidato, ma fu impiccato da morto per far credere al popolo che la “giustizia” aveva fatto il suo corso.
Nel film, Cavaradossi canta il brano durante l’ora d’aria, il testo è quello di un ipotetico dialogo fra Cavaradossi e i cittadini di Roma. Il personaggio invita la città alla ribellione, ma Roma non ascolta l’invocazione e si rifugia nei suoi stornelli e preferisce rimanere in attesa di un cambiamento lento e graduale. Cavaradossi invita alla rivolta: "Insorgi! Pija 'r cortello". Roma però non lo ascolta, lei pazienta e continua ad attendere tempi migliori.
Inoltre, per giustificare questo atteggiamento attendista, nell'ultima strofa, viene citato un celebre proverbio popolare «La gatta presciolosa fece li fiji ciechi»
L'interpretazione del brano di Proietti nel film è considerato da alcuni l’apice del pathos drammaturgico del film. Bisogna notare che la vox populi romana è rappresentata da Magni mediante l'uso di "facce di pietra" o statue parlanti; tra di esse si riconoscono Marforio, Madama Lucrezia e il Facchino.

## Musicisti
- Armando Trovajoli - orchestra
- I Cantori Moderni di Alessandroni - cori